# 西蒙·斯塔伦海格
西蒙·斯塔伦海格（瑞典語：Simon Stålenhag，1984年1月20日—）是瑞典藝術家、音樂家和設計師，專長未來科幻風格的數位圖畫創作，作品多聚焦於懷舊瑞典鄉村的具有的另類歷史環境 。由亞馬遜公司在2020年推出的劇集《迴路奇譚》即是以他的作品設定作為發想基礎。

## 藝術創作
西蒙在斯德哥爾摩附近的鄉村長大，小時因受到拉爾斯·榮松等藝術家的啟發 ，他也會畫些當地的風景畫，是直到接觸到像是羅夫·麥奎瑞和席德·米德等概念藝術家後，他才開始嘗試創作帶有科幻色彩的作品；一開始他只把這當作次要計畫，並沒有什麼特別的目標。在主題上，他經常将自己的童年印象與科幻電影的場景结合在一起，合成了一個具有新未來主義傾向的傳統瑞典風景畫 。根據他的說法，之所以會著重在結合童年和科幻二者，是因為他認为與成年後的自己的缺少聯結，而加入科幻元素的部分原因是為了吸引讀者的注意力，另外則是可以增添作品的情绪 。這些想法讓他在創作時可以在作為主題的巨型机器人和巨型建築旁邊加上常見的瑞典事件，像是Volvo或是Saab汽車。

## 書籍作品
- 《迴圈奇譚》（Tales from the Loop，2014）
- 《洪水過後》（Things from the Flood，2016）
- 《電幻國度》（The Electric State，2018）
- The Labyrinth（2021）

## 外部連結
- 官方网站